# Luis Grijalva
Luis Grijalva, né le 10 avril 1999 à Guatemala, est un athlète guatémaltèque spécialiste des courses de fond.

## Biographie
Étudiant à l'université du Nord de l'Arizona aux États-Unis, il participe en 2021 au 5 000 mètres des Jeux olympiques de Tokyo en se classant 12e de la finale en 13 min 10 s 09, nouveau record national.
En 2022, il atteint la finale du 5 000 m des championnats du monde à Eugene en réalisant le troisième meilleur temps des séries. Il se classe 4e de la finale dans le temps de 13 min 10 s 44.
Le 2 juin 2023, lors du meeting Golden Gala à Florence, il termine 3e de l'épreuve du 5 000 m en descendant pour la première fois sous les 13 minutes en 12 min 52 s 97, nouveau record national.

## Palmarès
| Date | Compétition           | Lieu     | Résultat | Épreuve | Temps          |
| ---- | --------------------- | -------- | -------- | ------- | -------------- |
| 2021 | Jeux olympiques       | Tokyo    | 12e      | 5 000 m | 13 min 10 s 09 |
| 2022 | Championnats du monde | Eugene   | 4e       | 5 000 m | 13 min 10 s 44 |
| 2023 | Championnats du monde | Budapest | 4e       | 5 000 m | 13 min 12 s 50 |

## Records
| Épreuve  | Temps               | Lieu                | Date              |
| -------- | ------------------- | ------------------- | ----------------- |
| 1 500 m  | 3 min 35 s 32       | Mission Viejo       | 18 juillet 2021   |
| 3 000 m  | 7 min 29 s 43 (NR)  | Eugene              | 17 septembre 2023 |
| 5 000 m  | 12 min 50 s 58 (NR) | Oslo                | 30 mai 2024       |
| 10 000 m | 27 min 26 s 02 (NR) | San Juan Capistrano | 16 mars 2024      |